# Босак, Виктор Николаевич
Босак, Виктор Николаевич (24 .02. 1965 г., д. Смоляница Пружанского района Брестской области) — учёный в области почвоведения, агрохимии, доктор сельскохозяйственных наук, профессор.

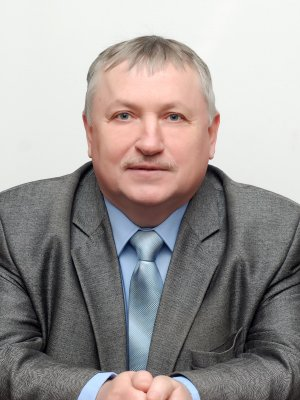
Босак В. Н.

## Биография
Родился 24 февраля 1965 г. в д. Смоляница Пружанского района Брестской области. По окончании средней школы в 1982 г. поступил в Гродненский сельскохозяйственный институт на агрономический факультет, который с отличием окончил в 1988 г. В 1983—1985 гг. проходил действительную военную службу. После окончания института работал главным агрономом в одном из хозяйств Пружанского района Брестской области.
В 1989 г. поступил в аспирантуру на дневное отделение при БелНИИ почвоведения и агрохимии. В 1992 г. успешно защитил диссертацию на соискание учёной степени кандидата сельскохозяйственных наук по специальности 06.01.04 — агрохимия. В 1998 г. присвоено учёное звание «доцент».
С 1992 г. работал в Институте почвоведения и агрохимии НАН Беларуси (научный сотрудник (1992—1994 гг.), старший научный сотрудник (1994—2002 гг.), ведущий научный сотрудник (2002—2006 гг.), заведующий лабораторией (2006—2007 гг.)). В 2007—2009 гг. начальник управления науки УО «Полесский государственный университет», в 2009—2010 гг. профессор кафедры ЭУП АПК УО «Белорусский государственный экономический университет», в 2010—2017 гг. заведующий кафедрой безопасности жизнедеятельности УО «Белорусский государственный технологический университет». С 2017 г. работает заведующим кафедрой безопасности жизнедеятельности УО «Белорусская государственная сельскохозяйственная академия».
В 2004 г. защитил диссертацию на соискание учёной степени доктора сельскохозяйственных наук по специальности 06.01.04 — агрохимия. В 2012 г. присвоено учёное звание «профессор».
Член Белорусского, Международного и Немецкого обществ почвоведов; редколлегии научного сборника «Прыроднае асяроддзе Палесся»; активно участвует в выполнении НИР; под его руководством защищены пять диссертаций на соискание учёной степени кандидата наук и одна диссертация на соискание доктора наук (PhD).
Награждён Почётными грамотами Института почвоведения и агрохимии, НПЦ НАН Беларуси по земледелию, УО «Белорусский государственный технологический университет», концерна «Беллес-бумпром», УО «Белорусская государственная сельскохозяйственная академия»; имеет Благодарность Министра сельского хозяйства и продовольствия Республики Беларусь; стипендиат Президента Республики Беларусь.
Автор и соавтор более 750 научных и учебно-методических работ, в том числе 9 монографий, более 30 учебных и учебно-методических пособий, более 50 практических изданий (методики, инструкции, рекомендации, справочники), 8 патентов, 20 свидетельств селекционера, более 350 статей в научных журналах и сборниках. Научные работы опубликованы в Беларуси, Австрии, Великобритании, Германии, Молдове, Казахстане, Польше, России, Украине, Чехии, Швейцарии. Принимает активное участие в международных и республиканских научных и научно-производственных конференциях (более 250 материалов конференций и тезисов докладов). Имеет прочные профессиональные связи с ведущими научными центрами по проблемам безопасности жизнедеятельности, почвенного плодородия и питания растений в России, Украине, Германии, Чехии, Польше, Казахстане.
Научные исследования В. Н. Босака посвящены проблемам воспроизводства почвенного плодородия, биологического круговорота органического вещества в агробиоценозе, применения минеральных и органических удобрений, качества сельскохозяйственной продукции, экономических параметров использования средств химизации, экологическим проблемам и проблемам обеспечения безопасности жизнедеятельности на современном этапе развития общества.

## Научная школа

### Кандидаты наук
1. Цвирков Владимир Витальевич. Влияние доз и сроков внесения органических удобрений на продуктивность озимых зерновых культур и однолетних трав на дерново-подзолистой легкосуглинистой почве. Минск, 2010.
2. Марцуль Ольга Николаевна. Влияние различных видов органических удобрений на продуктивность звена севооборота и агрохи-мические показатели дерново-подзолистой легкосуглинистой почвы. Минск, 2011.
3. Колоскова Татьяна Валерьевна. Урожайность и качество сои в зависимости от приёмов возделывания на дерново-подзолистой супесчаной почве. Горки, 2013.
4. Минюк Ольга Николаевна. Приёмы возделывания фасоли овощной и бобов овощных на дерново-подзолистой супесчаной почве. Жодино, 2015.
5. Антоник Мария Ивановна. Почвенно-грунтовые условия и активность микробиоты почв дубовых насаждений юго-западной части Беларуси. Минск, 2016.
6. Досалиев Канат Серикович. Исследование влияния структуры автомобильных дорог «земляное покрытие — асфальтобетон» на безопасность жизнедеятельности при эксплуатации (доктор наук (PhD)). Казахстан, 2018.

## Монографии
1. Босак, В. Н. Система удобрения в севооборотах на дерново-подзолистых легкосуглинистых почвах: монография / В. Н. Босак. — Минск: Институт почвоведения и агрохимии, 2003. — 176 с.
2. Босак, В. Н. Органические удобрения: монография / В. Н. Босак. — Пинск: ПолесГУ, 2009. — 256 с.
3. Босак, А. А. Дыферэнцыяцыя гаворак Верхняга Над’ясельдзя / А. А. Босак, В. М. Босак: манаграфія. — Мінск: БДТУ, 2010. — 160 с.
4. Босак, В. Оптимизация питания растений: монография / В. Босак. — Saarbrücken: Lambert Academic Publishing, 2012. — 203 с.

## Учебники и учебные пособия
1. Босак, В. Н. Безопасность труда и пожарная безопасность в лес-ном хозяйстве: учеб. пособие / В. Н. Босак. — Минск: РИПО, 2013. — 232 с.
2. Козловская, И. П. Производственные технологии в агрономии: учеб. пособие / И. П. Козловская, В. Н. Босак. — Москва: ИНФРА-М, 2016. — 336 с.
3. Босак, В. Н. Безопасность жизнедеятельности человека: практикум / В. Н. Босак, А. В. Домненкова. — Минск: Выш. шк., 2016. — 192 с.
4. Босак, В. Н. Безопасность жизнедеятельности человека: учебник / В. Н. Босак, З. С. Ковалевич. — Минск: Выш. шк., 2016. — 335 с.
5. Босак, В. Н. Радиационная безопасность в лесном хозяйстве: учеб. пособие / В. Н. Босак, Л. А. Веремейчик. — Минск: РИПО, 2018. — 277 с.
6. Босак, В. Н. Охрана труда в агрономии: учеб. пособие / В. Н. Босак, А. С. Алексеенко, М. П. Акулич. — Минск: Выш. шк., 2019. — 317 с.

## Основные публикации
1. Bosak, V. Produktivität und Bodenfruchtbarkeit der Fahlerde in Ab-hängigkeit von Dauerdüngung // Mitteilungen der Gesellschaft für Pflan-zenbauwissenschaften. — 2012. — Band 24. — S. 205—206.
2. Босак, В. Н. Особенности биологической азотфиксации в земледелии Республики Беларусь / В. Н. Босак // Научные труды Академии управления при Президенте Республики Беларусь. — 2014. — Вып. 16. — С. 71-80.
3. Босак, В. М. Аптымізацыя аграхімічных прыёмаў вырошчвання фасолі агародніннай / В. М. Босак, У. У. Скарына, В. М. Мінюк // Вес. Нац. акад. навук Беларусі. Сер. аграр. навук. — 2015. — № 1. — С. 65-68.
4. Босак, В. Н. Аминокислотный состав и биологическая ценность белка бобовых овощных культур / В. Н. Босак // Вісн. Харків. нац. аграр. ун-ту. — 2015. — № 1. — С. 21-28.
5. Способ оптимизации фосфатного режима почвы при возделывании сельскохозяйственных культур / В. Н. Босак [и др.] // Микробные биотехнологии: фундаментальные и прикладные аспекты. — 2016. — Т. 8. — С. 148—162.
6. Bosak, V. Einfluss der Mineral- und Bakteriendünger auf die Phosphordynamik im Podzoluvisol / V. Bosak, T. Sachyuka // Mitteilungen Agrarwissenschaften. — 2017. — № 31. — S. 68-71.
7. Босак, В. Н. Применение сапонитсодержащих базальтовых туфов при возделывании зерновых и зернобобовых культур / В. Н. Босак, Т. В. Сачивко // Агрохимия. — 2017. — № 9. — С. 58-62.
8. Materials of box-type pavement / K. T. Zhantasov [et al.] // News of the Academy of Sciences of the Republic of Kazakhstan. Series of Geology and Technical Sciences. — 2017. — № 5. — P. 238—243.
9. Босак, В. Н. Безопасность жизнедеятельности человека: особенности преподавания и методическое обеспечение / В. Н. Босак // Высшее техническое образование. — 2017. — № 1. — С. 40-45.
10. Босак, В. Н. Аграрное образование: опыт университета Гёттинген / В. Н. Босак, Т. В. Сачивко, С. А. Носкова // Вестник БГСХА. — 2018. — № 2. — С. 212—214.
11. Recognition of stages of emergence and development of the endogenous fire in coal mines / V. N. Bosak [et al.] // Bulletin of National Academy of Sciences of the Republic of Kazakhstan. — 2018. — V. 3. — № 373. — P. 107—112.
12. Босак, В. Н. Применение удобрений и регуляторов роста в посевах фасоли овощной / В. Н. Босак, Т. В. Сачивко, О. Н. Минюк // Овощеводство. — 2018. — Т. 26. — С. 15-20.
13. Босак, В. Н. Продуктивность и особенности азотфиксации в посевах бобовых овощных культур / В. Н. Босак, Т. В. Сачивко // Земледелие и защита растений. — 2019. — № 1. — С. 21-23.
14. Антибактериальная активность эфирных масел иссопа лекарственного / Н. А. Коваленко [и др.] // Химия растительного сырья. — 2019. — № 1. — С. 191—199.